# Cultural y Deportiva Leonesa
A Cultural y Deportiva Leonesa egy spanyol labdarúgócsapat. A klubot 1923-ban alapították, jelenleg a harmadosztályban szerepel. Székhelye León városa. Az első osztályban eddig mindössze egy szezont töltött, 1955-56-ban.

## Jelenlegi keret
| # |     | Poszt | Név            |
| - | --- | ----- | -------------- |
| 1 | ESP | K     | Mikel Saizar   |
| 2 | ESP | V     | José Cerveró   |
| 3 | ESP | V     | Álvaro Tejedor |
| 4 | ESP | V     | Salva          |
| 5 | ESP | KP    | Richar         |
|   | ESP | V     | Roberto Carlos |
|   | ESP | V     | Juan Cerveró   |
|   | ESP | V     | Gorka García   |
|   | ESP | V     | Oli            |

| # |     | Poszt | Név               |
| - | --- | ----- | ----------------- |
|   | ESP | KP    | Chema             |
|   | ESP | KP    | Richard García    |
|   | ESP | KP    | Juan José Pereira |
|   | ESP | KP    | Yahvé Prieto      |
|   | ESP | KP    | Abel Segovia      |
|   | ESP | KP    | Ferrán            |
|   | ESP | CS    | Jito              |
|   | ESP | CS    | Quique González   |
|   | ESP | CS    | Alberto Suárez    |

## Statisztika
| Szezon  | Osztály | Poz. | Copa del Rey |
| ------- | ------- | ---- | ------------ |
| 1929    | 3ª      | 1.   |              |
| 1929/30 | 2ª      | 10.  |              |
| 1930/31 | 3ª      | 6.   |              |
| 1942/43 | 2ª      | 10.  |              |
| 1943/44 | 2ª      | 9.   |              |
| 1944/45 | 2ª      | 13.  |              |
| 1945/46 | 3ª      | 3.   |              |
| 1946/47 | 3ª      | 2.   |              |
| 1947/48 | 3ª      | 8.   |              |
| 1948/49 | 3ª      | 7.   |              |
| 1949/50 | 3ª      | 5.   |              |
| 1950/51 | 3ª      | 5.   |              |
| 1951/52 | 3ª      | 3.   |              |
| 1952/53 | 3ª      | 2.   |              |
| 1953/54 | 2ª      | 4.   |              |
| 1954/55 | 2ª      | 1.   |              |
| 1955/56 | 1ª      | 15.  |              |
| 1957/58 | 2ª      | 6.   |              |

| Szezon  | Osztály | Poz. | Copa del Rey |
| ------- | ------- | ---- | ------------ |
| 1958/59 | 2ª      | 16.  |              |
| 1959/60 | 3ª      | 1.   |              |
| 1960/61 | 2ª      | 12.  |              |
| 1961/62 | 2ª      | 16.  |              |
| 1962/63 | 3ª      | 4.   |              |
| 1963/64 | 3ª      | 3.   |              |
| 1964/65 | 3ª      | 7.   |              |
| 1965/66 | 3ª      | 2.   |              |
| 1966/67 | 3ª      | 3.   |              |
| 1967/63 | 3ª      | 1.   |              |
| 1968/69 | 3ª      | 4.   |              |
| 1969/70 | 3ª      | 2.   |              |
| 1970/71 | 3ª      | 1.   |              |
| 1971/72 | 2ª      | 5.   |              |
| 1972/73 | 2ª      | 19.  |              |
| 1973/74 | 3ª      | 1.   |              |
| 1974/75 | 2ª      | 20.  |              |
| 1975/76 | 3ª      | 6.   |              |

| Szezon  | Osztály | Poz. | Copa del Rey |
| ------- | ------- | ---- | ------------ |
| 1976/77 | 3ª      | 2.   |              |
| 1977/78 | 2ªB     | 6.   |              |
| 1978/79 | 2ªB     | 5.   |              |
| 1979/80 | 2ªB     | 4.   |              |
| 1980/81 | 2ªB     | 4.   |              |
| 1981/82 | 2ªB     | 19.  |              |
| 1982/83 | 2ªB     | 19.  |              |
| 1983/84 | 3ª      | 2.   |              |
| 1984/85 | 3ª      | 2.   |              |
| 1985/86 | 3ª      | 1.   |              |
| 1986/87 | 3ª      | 2.   |              |
| 1987/88 | 2ªB     | 14.  |              |
| 1988/89 | 2ªB     | 8.   |              |
| 1989/90 | 2ªB     | 7.   |              |
| 1990/91 | 2ªB     | 9.   |              |
| 1991/92 | 2ªB     | 6.   |              |
| 1992/93 | 2ªB     | 10.  |              |
| 1993/94 | 2ªB     | 17.  |              |

| Szezon  | Osztály | Poz. | Copa del Rey |
| ------- | ------- | ---- | ------------ |
| 1994/95 | 3ª      | 1.   |              |
| 1995/96 | 2ªB     | 4.   |              |
| 1996/97 | 2ªB     | 8.   |              |
| 1997/98 | 2ªB     | 4.   |              |
| 1998/99 | 2ªB     | 1.   |              |
| 1999/00 | 2ªB     | 9.   |              |
| 2000/01 | 2ªB     | 2.   |              |
| 2001/02 | 2ªB     | 2.   |              |
| 2002/03 | 2ªB     | 5.   |              |
| 2003/04 | 2ªB     | 4.   |              |
| 2004/05 | 2ªB     | 10.  |              |
| 2005/06 | 2ªB     | 14.  |              |
| 2006/07 | 2ªB     | 11.  |              |
| 2007/08 | 2ªB     | 11.  |              |
| 2008/09 | 2ªB     | 2.   |              |
| 2009/10 | 2ªB     | 12.  |              |
| 2010/11 | 2ªB     | —    |              |

## Ismertebb játékosok
| - Leonardo Iglesias - Juan Vojvoda - Armindo - Adriano - Addison - Nathaniel Revetria - Pedro Pinto - Oinatz Aulestia - Mario Bermejo - Javier Casquero | - Celso - César - Pablo Díaz - Esau Garcia - Rafael González - Katxorro - Paulino - Manolo Pérez - Rosendo - Txiki |

## Külső hivatkozások
- Hivatalos weboldal (spanyolul)
- Futbolme team (spanyolul)